# Zentrum für Molekulare Neurobiologie Hamburg

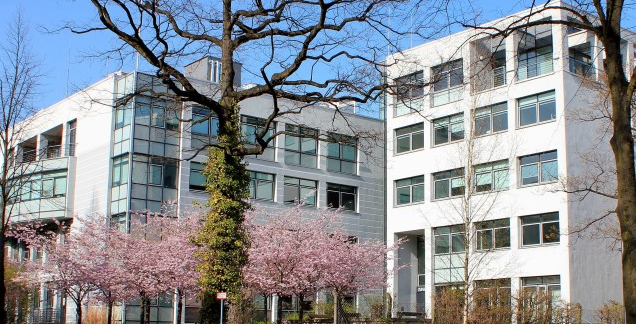
Zentrum für Molekulare Neurobiologie Hamburg

Das Zentrum für Molekulare Neurobiologie Hamburg (ZMNH) ist eine 1987 gegründete neurowissenschaftliche Forschungseinrichtung der Medizinischen Fakultät der Universität Hamburg am Universitätsklinikum Hamburg-Eppendorf (UKE).

## Organisation
Das ZMNH umfasst sieben Institute, neun Forschungsgruppen und zwei wissenschaftliche Serviceeinrichtungen (Stand 06. 2025). Ca. 190 Mitarbeiter arbeiten im Zentrum.
Grundsatzentscheidungen trifft das Kollegium, in dem die Institutsdirektoren, die Geschäftsführung und je ein Vertreter der Forschungsgruppenleiter und Wissenschaftler vertreten ist. Es wählt aus dem Kreis der Institutsdirektoren den Direktor des Zentrums.
Der wissenschaftliche Beirat berät das UKE in der wissenschaftlichen und strategischen Ausrichtung des ZMNH und evaluiert dessen wissenschaftliche Arbeit.

## Geschichte
Ab 1986 wurde das ZMNH auf der Grundlage von Abkommen zwischen der Universität Hamburg, der Bürgerschaft der Freien und Hansestadt Hamburg und dem Drittmittelgeber, dem Bundesministerium für Forschung und Technologie, verwirklicht. Dabei übernahm der Bund im Rahmen einer 10-jährigen Anlauffinanzierung die Kosten der Forschungsgruppen und der wissenschaftlichen Serviceeinrichtungen. 1988 konnte das Zentrum mit fünf Forschungsgruppen zunächst in Interimsbauten seine Arbeit aufnehmen. Mit dem Neubaubezug in der Martinistraße/Ecke Falkenried im Jahr 1996 endete die Gründungsphase des ZMNH und auch die Tätigkeit des Gründungsdirektors, Dietmar Richter.

## Institute und Forschungsgruppen
- Institut für Medizinische Systembioinformatik (Gründung 2017; Direktor: Stefan Bonn): Integration und Analyse von biomedizinischen Daten zur Erforschung von Biomarkern, Krankheitsmechanismen und Therapieansätzen.
- Institut für Neuroimmunologie und Multiple Sklerose (Gründung 2006; Direktor: Manuel Friese): Grundlagenforschung und deren Übersetzung in die Anwendung am Menschen zur Krankheitsentstehung und Behandlung der Multiplen Sklerose und anderer Erkrankungen des Nervensystems, die durch immunologische Prozesse ausgelöst oder aufrechterhalten werden.
- Institut für Entwicklungsneurowissenschaften (Gründung 2020; Direktorin: Ileana Hanganu-Opatz): Elektrophysiologische Untersuchungen zur Ausbildung, Funktion und Modulation früher neuronaler Netzwerke am Mausmodell.
- Institut für Synaptische Neurowissenschaft (Gründung 2011; Direktor: Thomas Oertner): Analyse der Informationsübertragung an Synapsen mithilfe hochauflösender Mikroskopie.
- Institut für Systemimmunologie (Gründung 2021; Direktor: Immo Prinz): Die Bedeutung des Rezeptorrepertoires von B- und T-Zellen für die Immunantwort.
- Institut für Molekulare Neurogenetik (Gründung 2010; Direktor: Matthias Kneussel): Molekulare Mechanismen neuronaler Transportvorgänge im Rahmen von synaptischer Plastizität, Lernen und Gedächtnis.
- Institut für Neuronale Informationsverarbeitung (Gründung 2021; Direktor: Stefano Panzeri): Die Entwicklung neuer quantitativer Datenanalysetechniken soll dazu beitragen, die Prinzipien der kortikalen Informationsverarbeitung zu verstehen.

Forschungsgruppen
- Klinische und rehabilitative Multiple-Sklerose-Forschungseinheit (seit 2025 am ZMNH; Leiter: Christoph Heesen) Entwicklung verhaltenstherapeutischer Maßnahmen, darunter psychologische Interventionen und Sportversuche. Neue Medikamente und Weiterentwicklung der autologen hämatopoetischen Stammzellentransplantation als wichtige Behandlungsansätze.
- Neuronale Netzwerkphysiologie (Gründung 2024; Leiter: Sebastian Bitzenhofer): Geruchssinn aus der Sicht neuronaler Schaltkreise – wie Lernen und Kontext die Weitergabe von Informationen zwischen Hirnarealen beeinflussen.
- RNA basierte Pathomechanismen des zentralen Nervensystems (Gründung 2024; Leiter: Andreas Neueder): Mit der Kombination aus molekular- und systembiologischen Ansätzen sollen Einblicke in neurodegenerative Krankheitsmechanismen gewonnen werden.

- Molekulare Neuroonkologische Pathologie (Gründung 2021; Leiterin: Julia Neumann): Entschlüsselung der Ursachen für die Entstehung bösartiger Hirntumore um neue Therapieansatzpunkte zu entwickeln.
- Molekulare und Zelluläre Signaltransduktion (Gründung 2015; Leiterin: Meliha Karsak): Biochemische und pharmakologische Untersuchungen von Membranrezeptoren insbesondere des Cannabinoidsystems, deren Signaling und Funktion in physiologischen und pathologischen Zuständen des Nervensystems und anderer Organe.
- Synaptische Proteostase (Gründung 2025; Leiterin: Katarzyna Grochowska): Untersuchung, wie Neuronen den Proteinumsatz regulieren, um die synaptische Funktion zu unterstützen.
- Verhaltensbiologie (Gründung 2013; Leiter: Fabio Morellini): Verhaltensanalysen, um sowohl die Anpassungsleistung des intakten Organismus zu verstehen, als auch die Effekte bestimmter genetischer oder neuroendokrinologischer Manipulationen zu untersuchen.
- Leibniz-Gastgruppe Dendritische Organellen und Synapsenfunktion (Gründung 2015; Leiter: Michael Kreutz): Mikrosekretorische Systeme in Dendriten und ihr Einfluss auf synaptische Plastizität.

- ScreeningPort des Fraunhofer-Institut für Translationale Medizin und Pharmakologie ITMP (Leiter: Ole Pless): Bewertung der Wirksamkeit und Toxizität von Wirkstoffkandidaten mit Assays auf der Basis humaner pluripotenter Stammzellen.